# Emmen (Drenthe)
Pour les articles homonymes, voir Emmen.
Emmen (en drents : Em'm) est une commune néerlandaise, la plus peuplée de la province de Drenthe quoiqu'elle n'en soit pas le chef-lieu, qui est Assen. En 2024, elle compte 109 678 habitants, pour une superficie de 346,29 km2, ce qui en fait la plus vaste commune au niveau provincial et la quatrième au niveau national, après Súdwest-Fryslân, Noordoostpolder et Hollands Kroon.
Bordée par la frontière allemande au sud-est et la commune de Westerwolde en province de Groningue au nord, elle est également voisine de Borger-Odoorn et Coevorden à l'ouest.

## Géographie

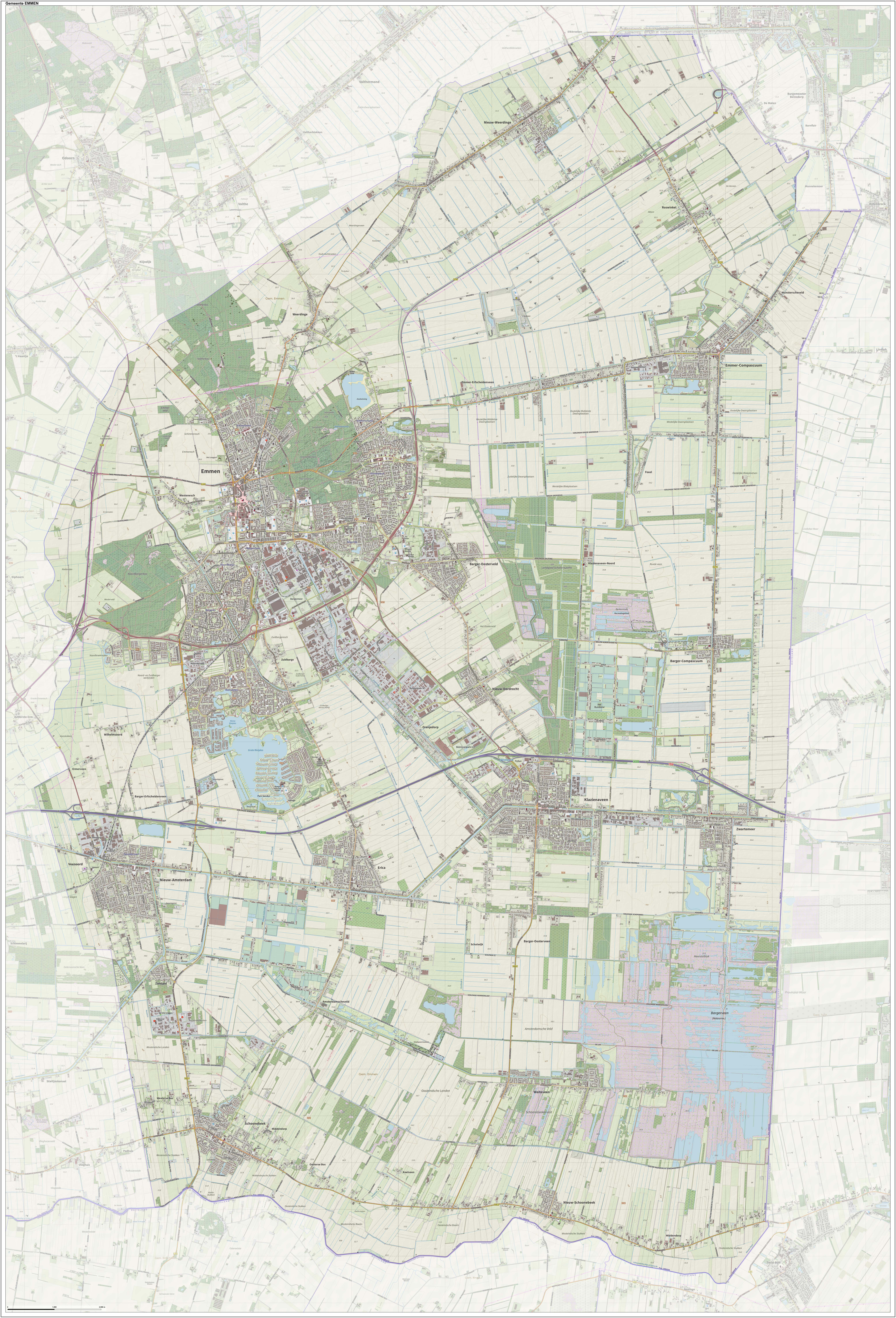
Carte topographique (2020).

Outre le centre urbain d'Emmen, la commune comprend Barger-Compascuum, Emmer-Compascuum, Erica, Klazienaveen, Nieuw-Amsterdam, Nieuw-Dordrecht, Nieuw-Schoonebeek, Nieuw-Weerdinge, Roswinkel, Schoonebeek, Veenoord, Weiteveen et Zwartemeer.
La commune compte trois gares sur la ligne de Zwolle à Emmen : Nieuw Amsterdam, Emmen-Sud (Emmen Zuid) et Emmen.

## Culture
Dans la commune d'Emmen, à Nieuw-Amsterdam, est entretenue la maison de Vincent van Gogh à Nieuw-Amsterdam (Van Gogh Huis), où vit brièvement le peintre au XIXe siècle.
Le dolmen D41 est également situé dans la commune.

## Sport
La ville dispose de deux importants clubs de handball évoluant en Eredivisie, le HV Emmen & Omstreken et le JMS Hurry-Up Zwartemeer.
Le club de football de la ville, le FC Emmen, évolue  en Eredivisie, le premier niveau du football néerlandais.

## Personnalité
- Ida Veldhuyzen van Zanten

## Galerie

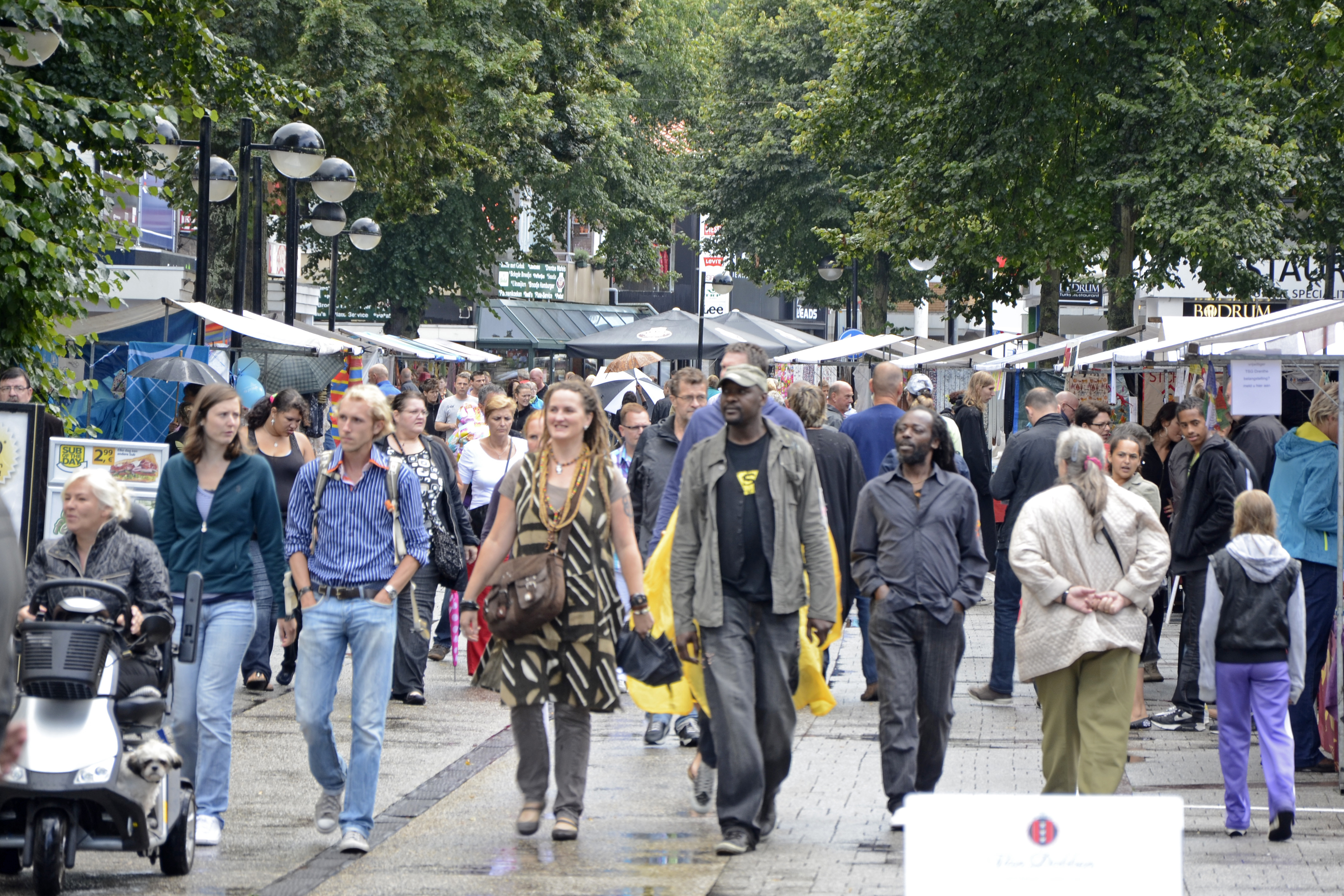
Centre
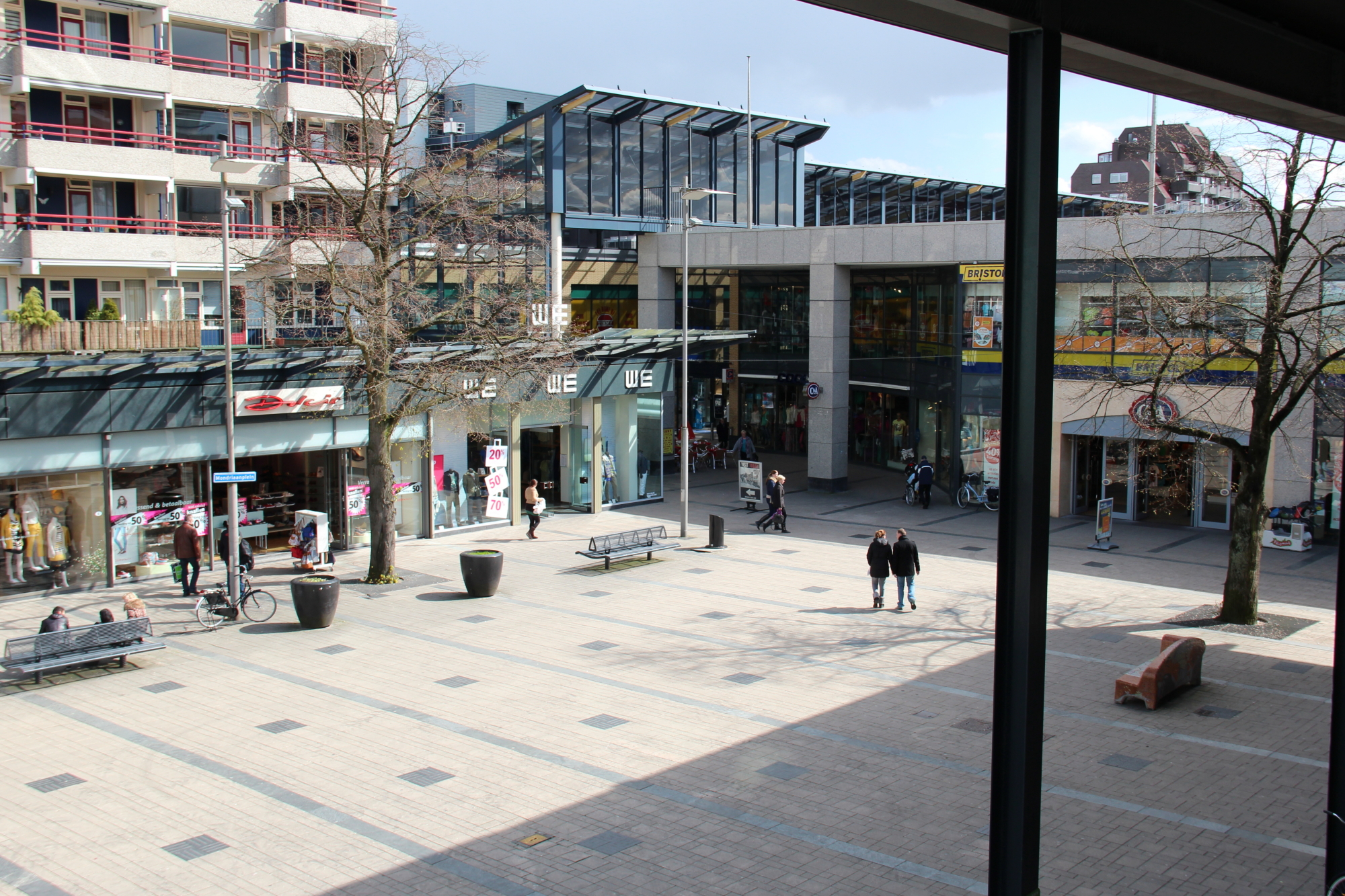
Centre
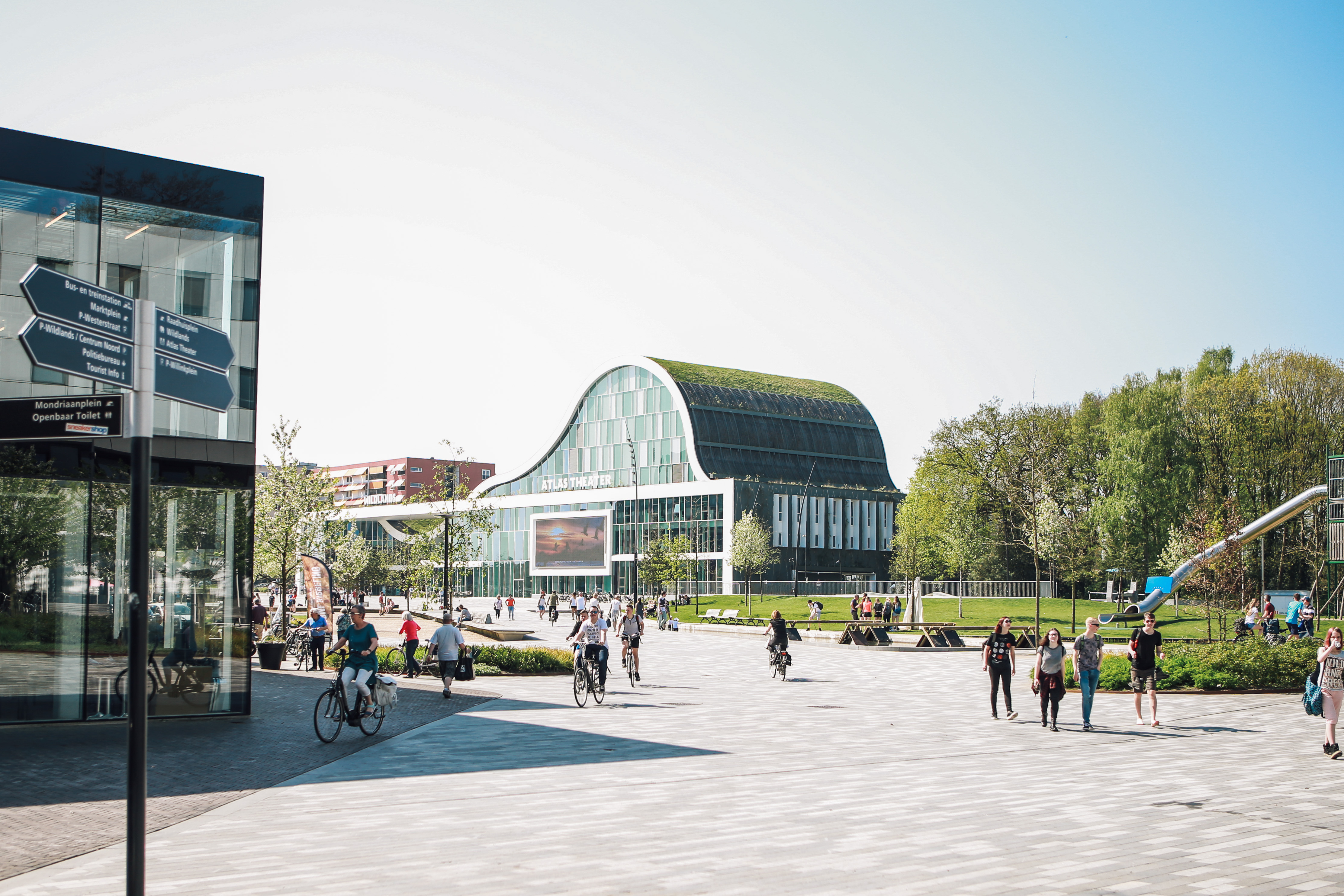
Centre
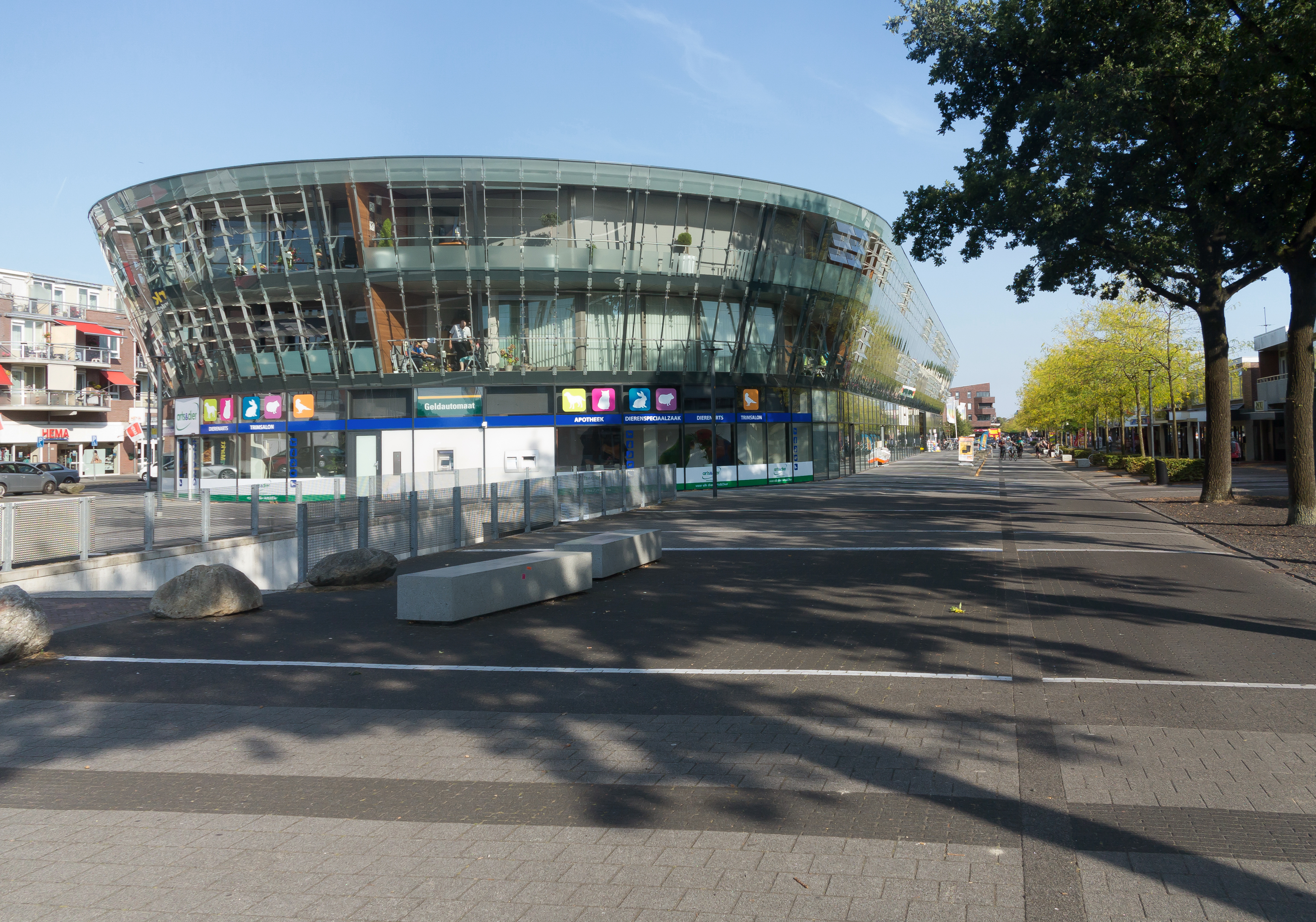
Klazienaveen
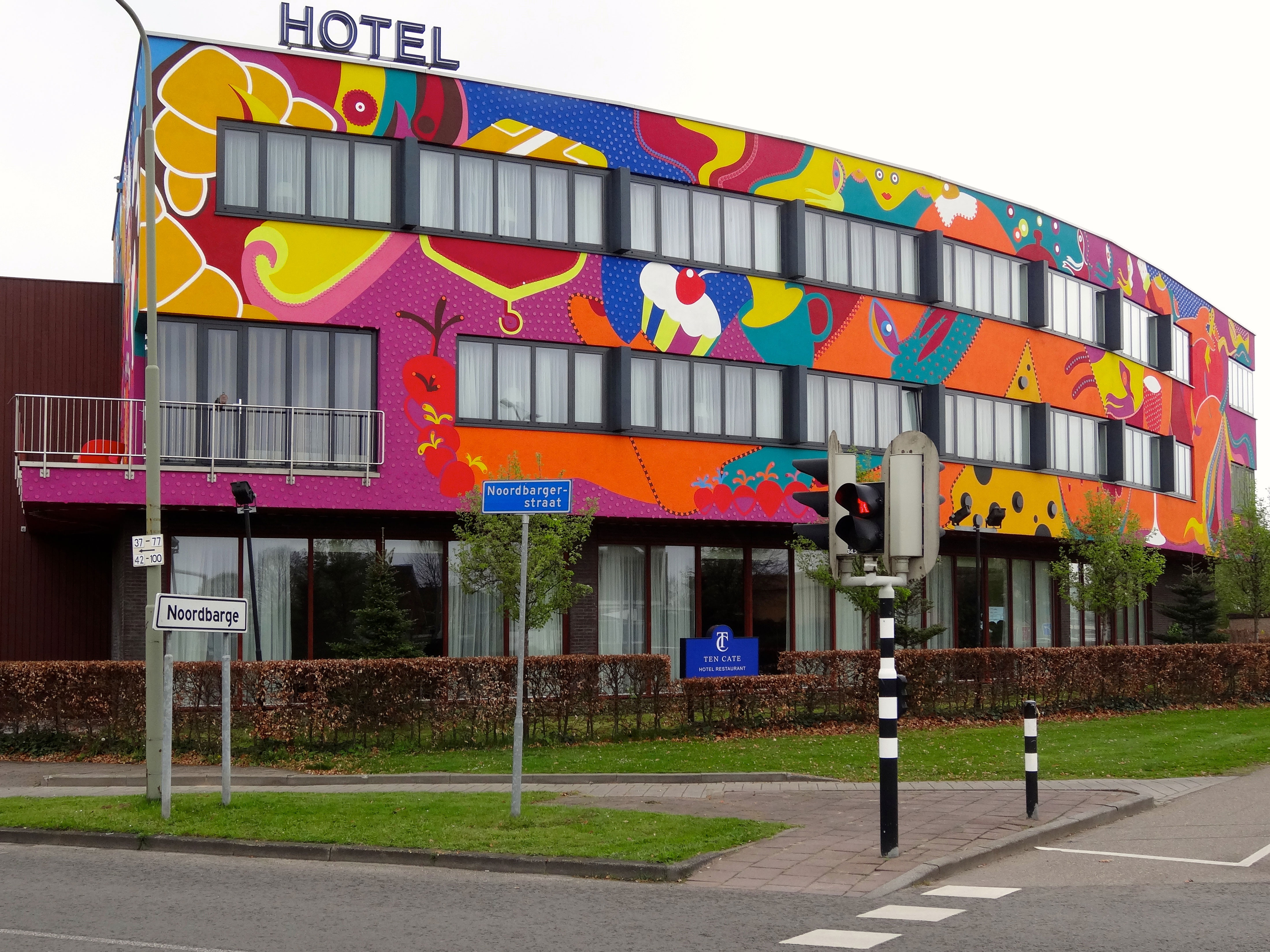
Ten Cate
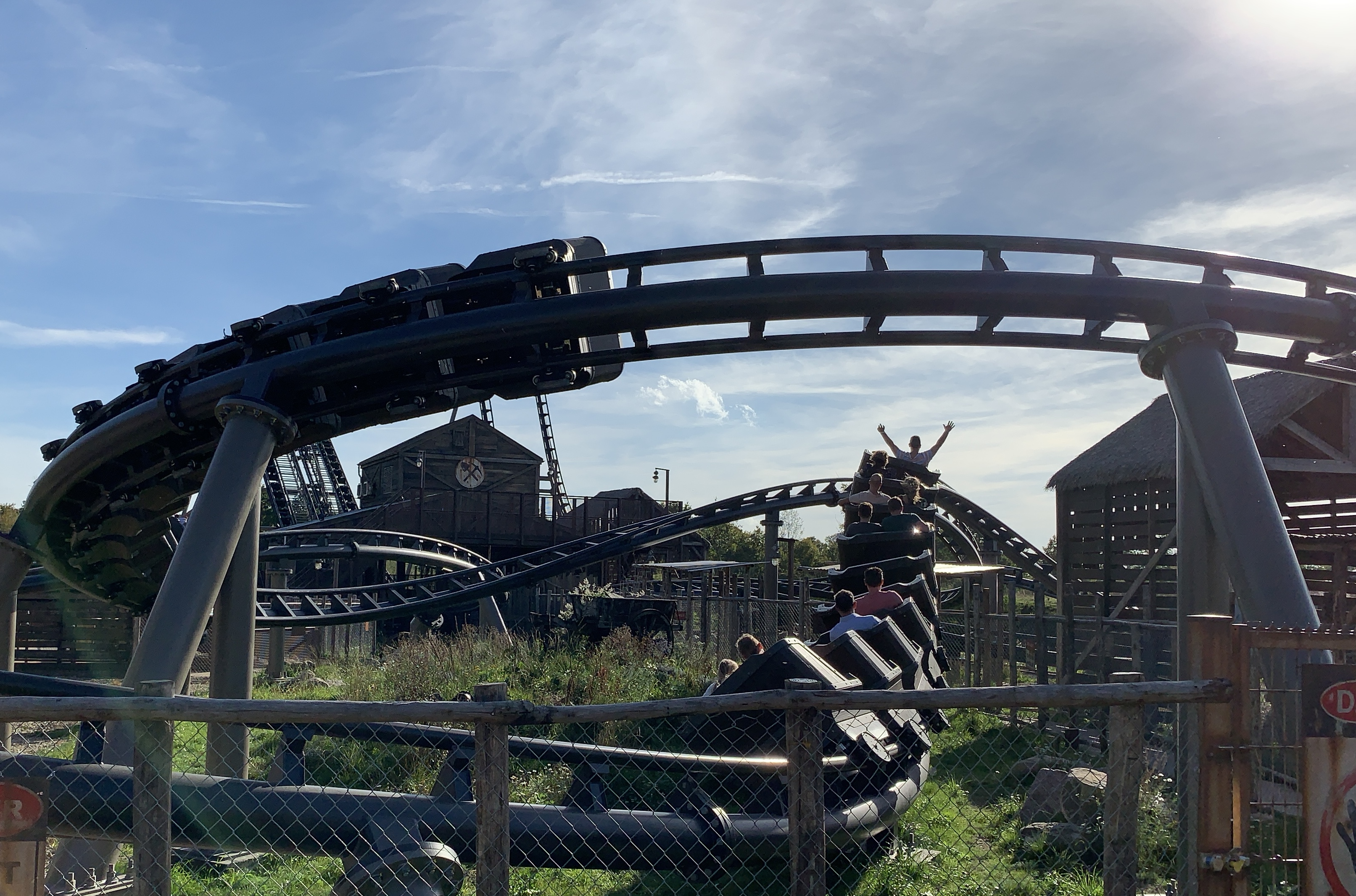
Wildlands Adventure Zoo
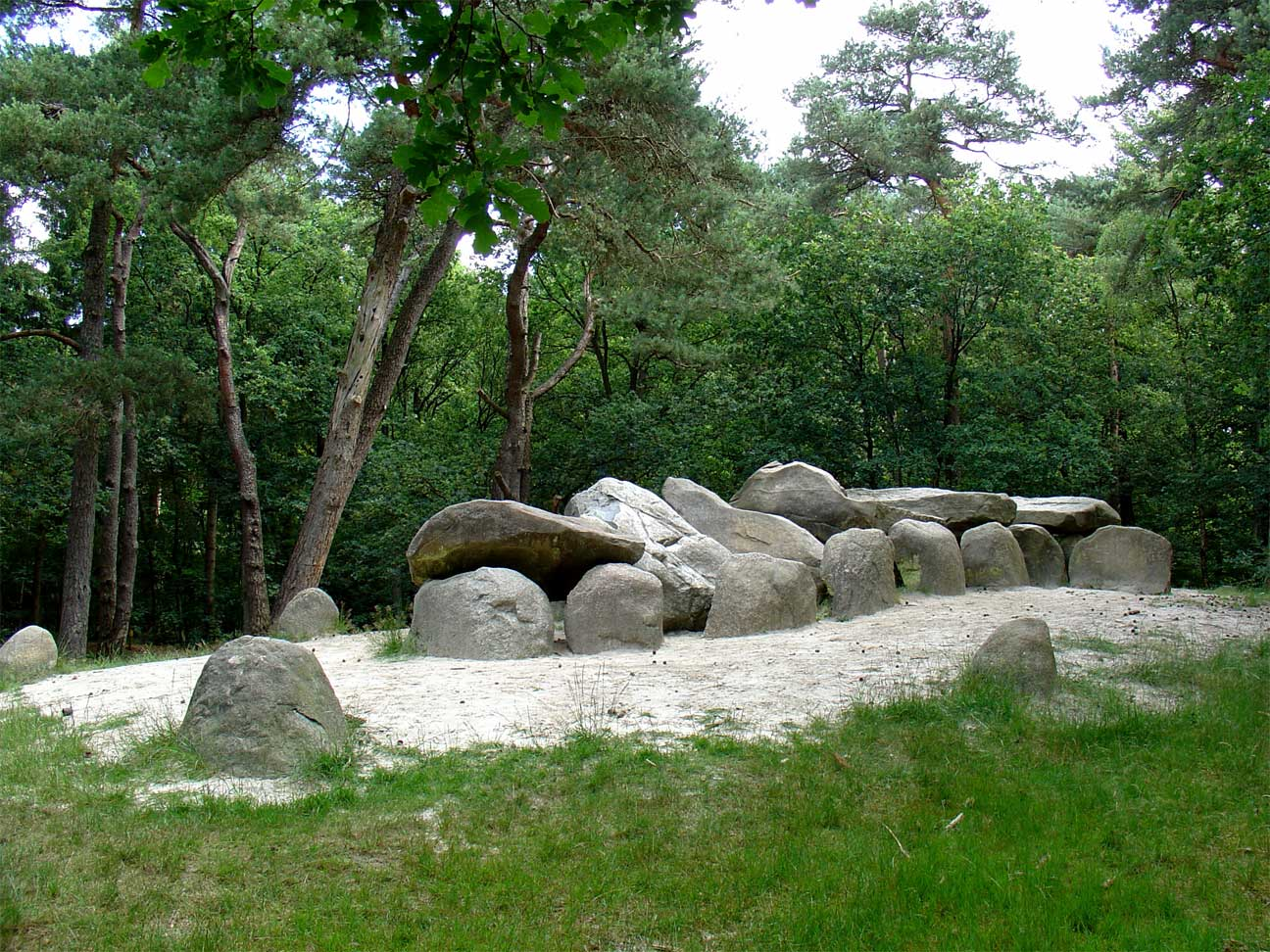
Dolmen, Emmerdennen
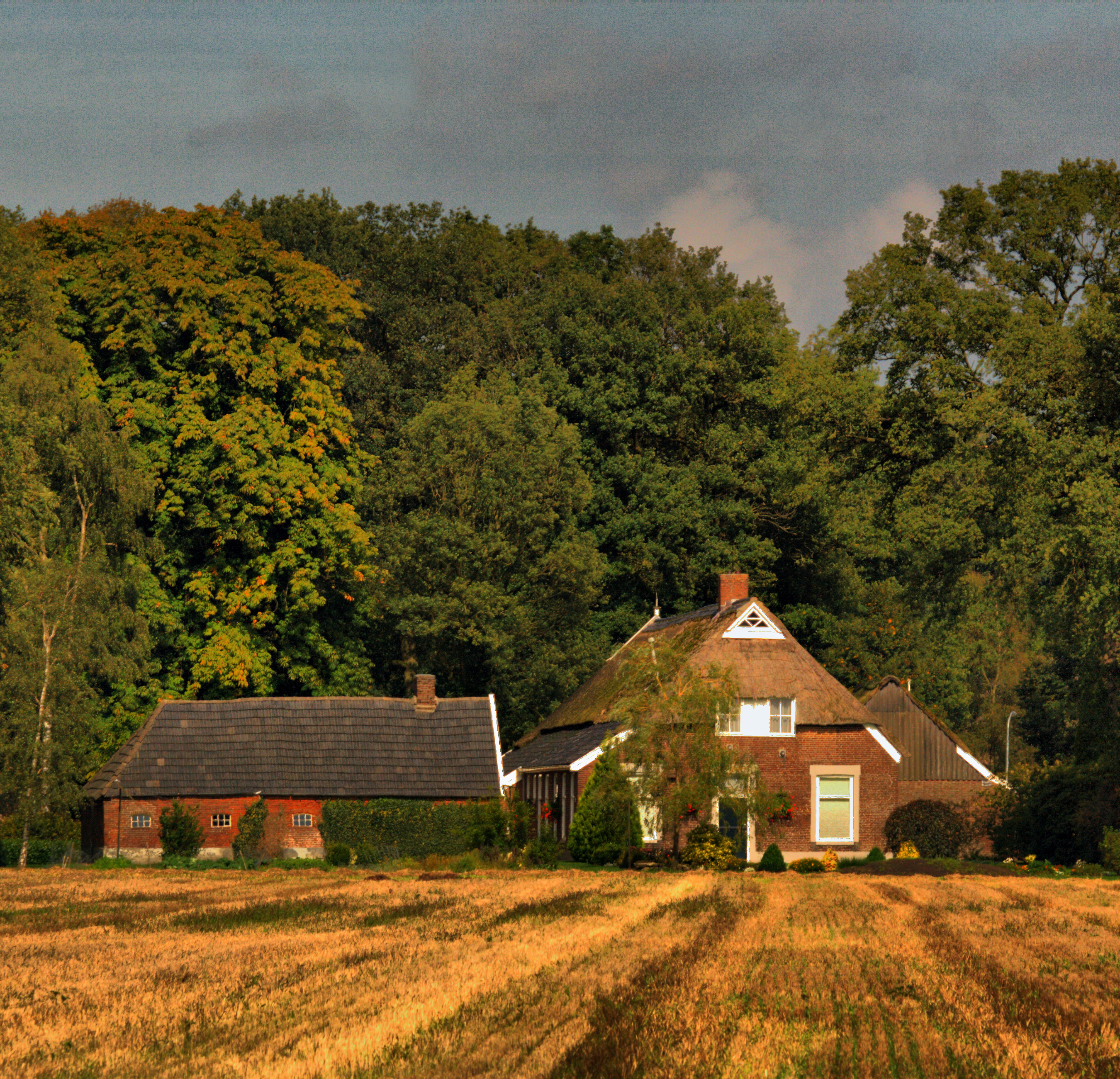
Zuidbarge
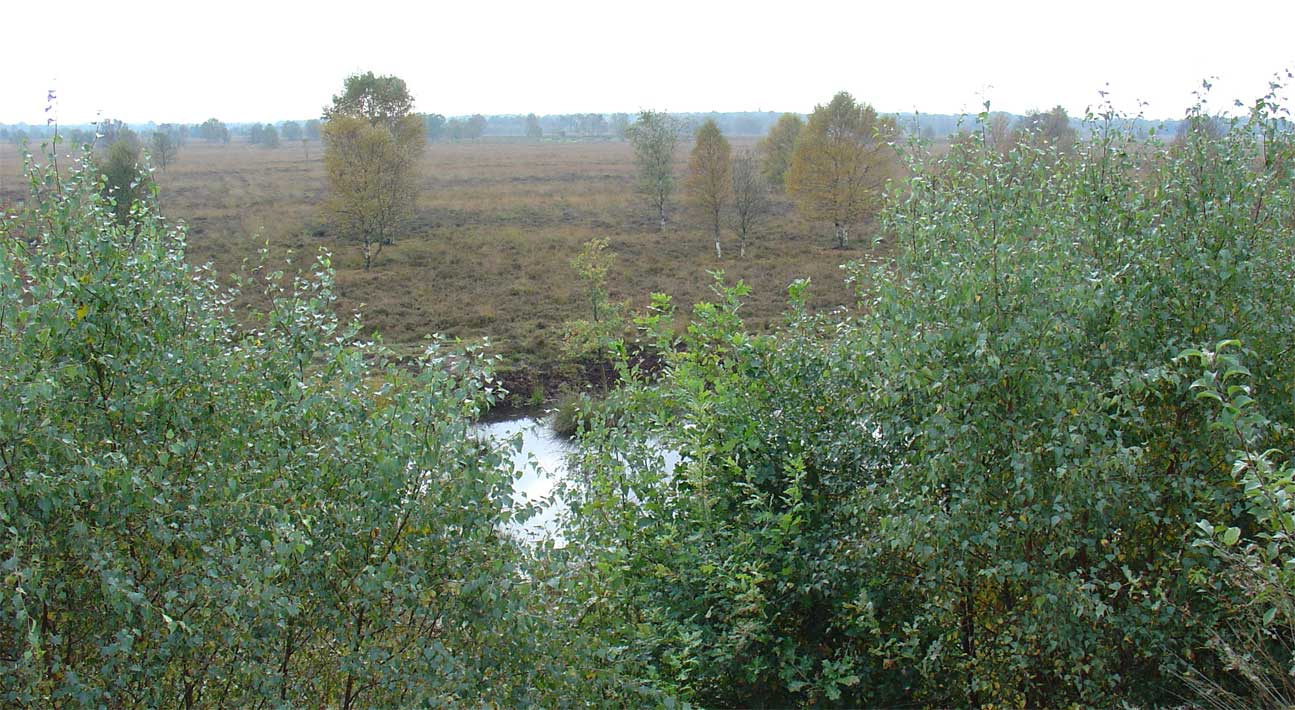
Bargerveen
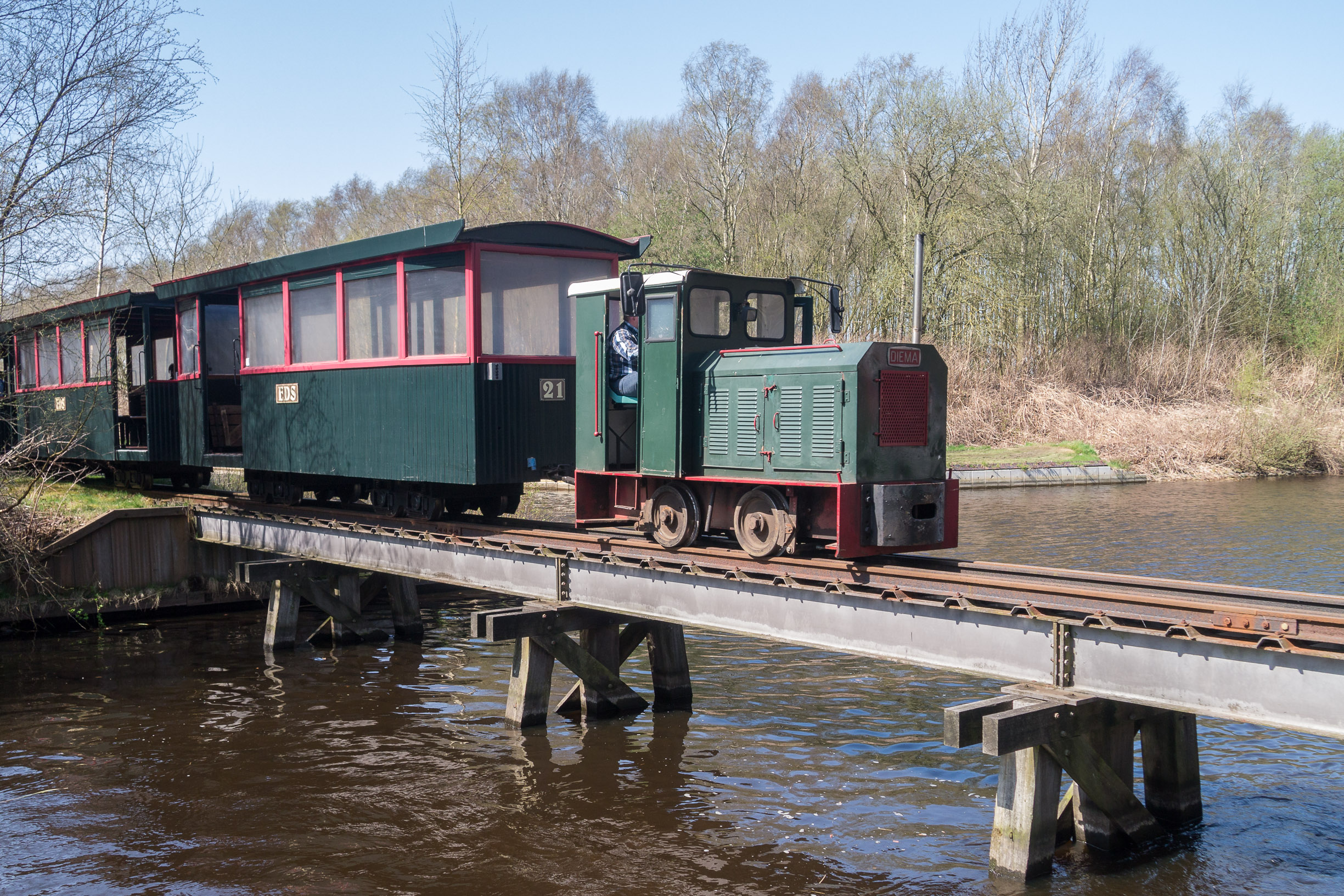
Turbera Museum Parque
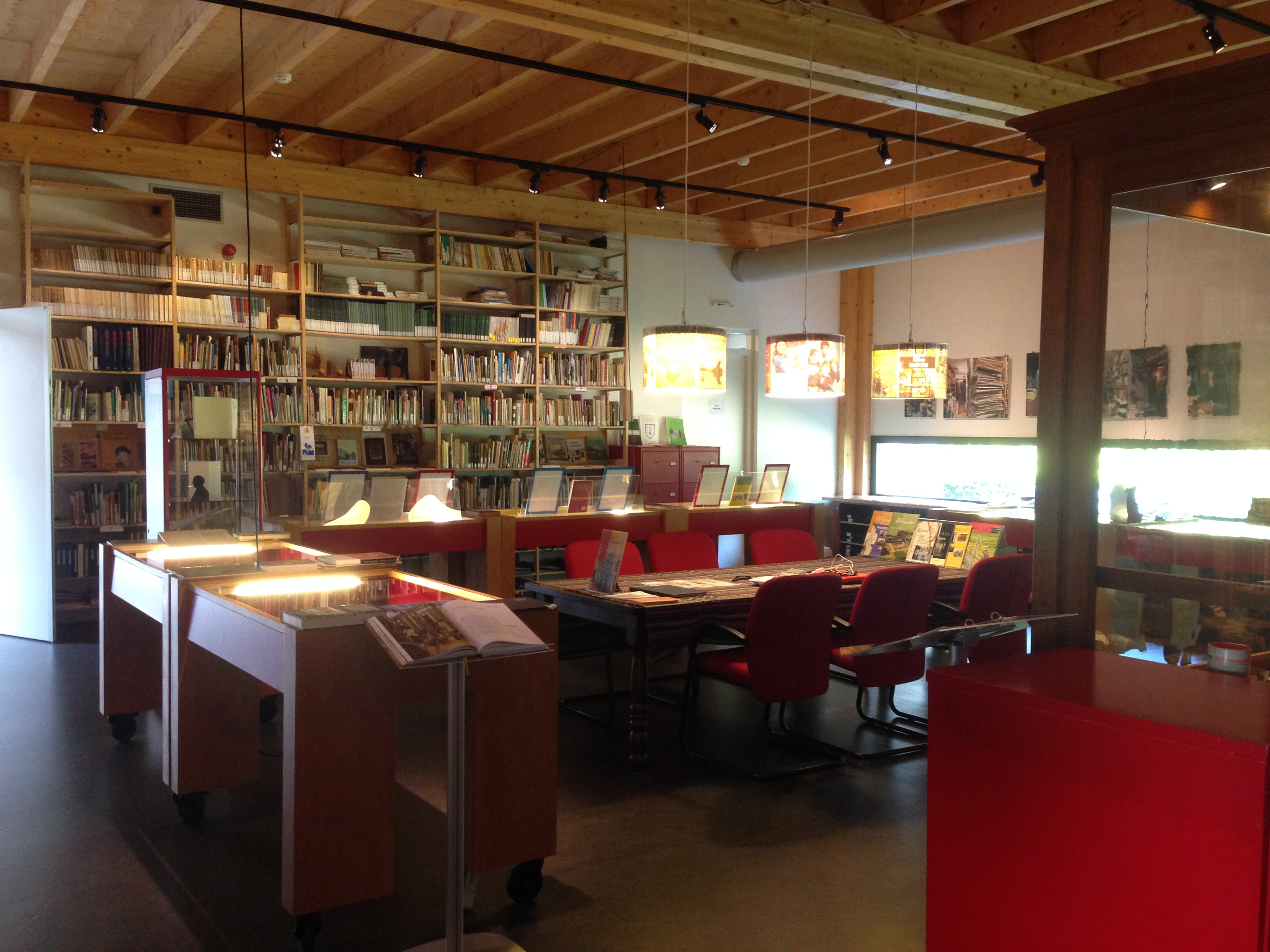
Collectión Brands
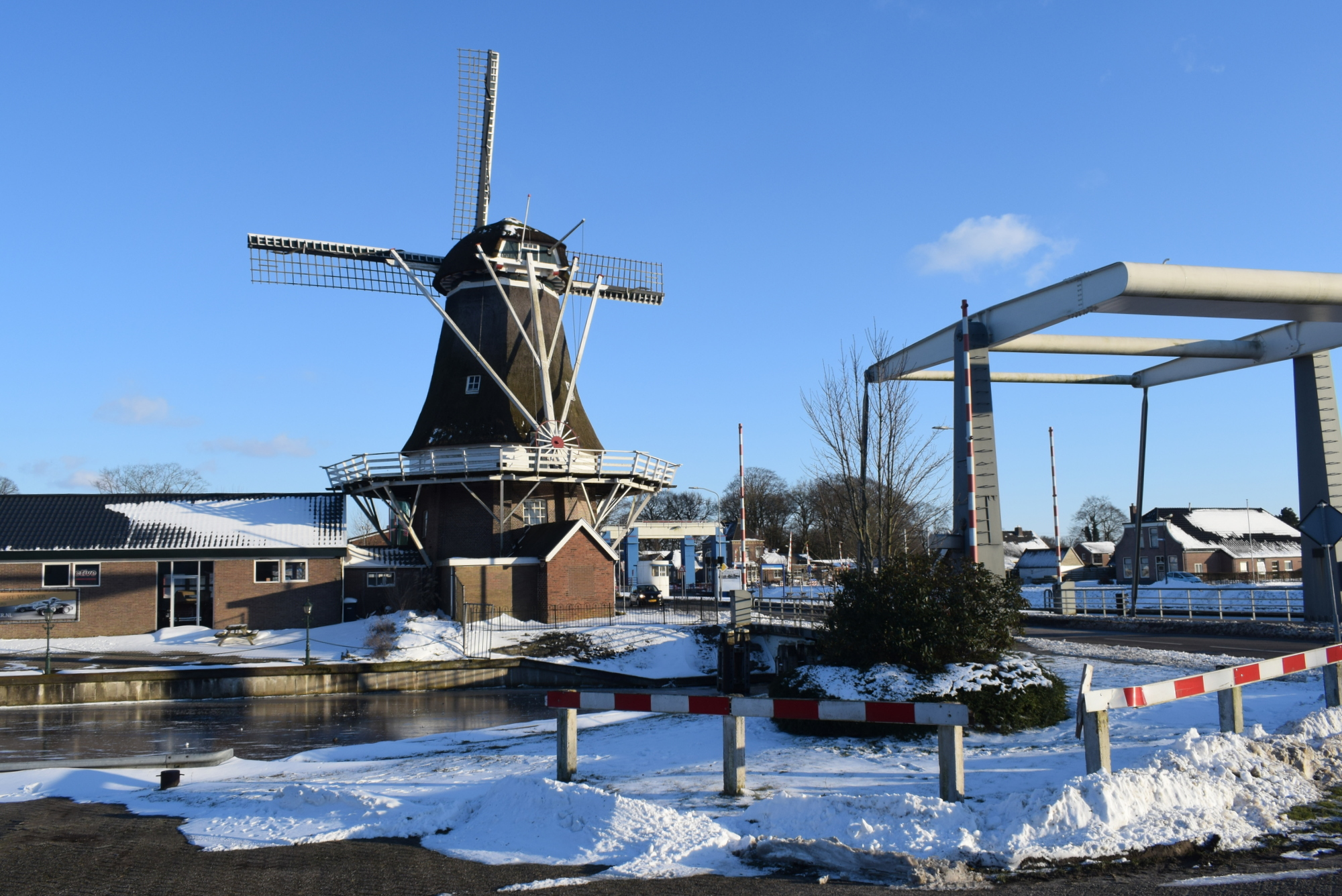
Veenoord